# 神推偶像登上武道館我就死而無憾
《神推偶像登上武道館我就死而無憾》是所繪畫的日本漫畫作品，於德間書店漫畫雜誌《月刊COMIC RYU》2015年8月開始連載。2018年5月17日在《月刊COMIC RYU》7月號封面上宣佈改編電視動畫。
改編電視劇於2022年10月起在朝日電視系播出，由松村沙友理主演。改編真人電影於2023年5月上映。

## 故事簡介
在活跃于日本冈山县的地下偶像团体「Cham Jam」的一次路边演出中，绘里飘被组合中排名最后的舞菜所触动，甘愿将自己所有积蓄来支持舞菜，成为她的狂热粉丝。舞菜正式登上武道館的舞台之前，绘里飘的死忠偶像宅生活将会继续下去。

## 登場角色

### 偶像宅
繪里飄（聲：菲魯茲·藍，演：松村沙友理）
故事主角。由于在ChamJam一次路演被舞菜所吸引，于是将全部积蓄用于贡献给舞菜的人气中，过着十分贫穷的狂热粉丝生活，在面包工厂兼职来提高收入。其狂热程度在ChamJam粉丝群体中十分出名。在玲奈參與之前，是舞菜唯一現形參加活動的粉絲。熊佐曾推測舞菜其他潛在粉絲可能是被繪里飄的狂熱行徑嚇跑。
年齡：20歲、生日：5月1日、血型：A型、身高：162cm
熊佐（聲：前野智昭，演：實方孝生）
一个三十多岁的带着厚重眼镜的男子。曾经是公司的雇员，但现在他可以自由地花时间参加他的歌迷活动，是玲央的粉丝。
基（聲：山谷祥生，演：豐田裕太）
一个20多岁的男子。在补习班兼职。空音的粉丝。
玲奈（聲：市之瀨加那，演：片田陽依）
基的妹妹，高中生。样貌和空音相像，有时会被误认。在觀賞「美少女盛典」時覺得舞菜最可愛，從此成為舞菜的粉絲。也是舞菜唯二現形的粉絲。

### ChamJam
市井舞菜（聲：立花日菜，演：伊禮姫奈）
成员色是鲑鱼粉。内向害羞的性格。对于单推自己的唯一粉絲绘里飘感到紧张，因而对她总是态度冷淡。在组合中总是排名最尾。知道的粉絲也只有繪里飄與玲奈二人。
年齡：17歲、生日：1月18日、血型：A型、身高：152cm
五十嵐玲央（聲：本渡楓，演：中村里帆）
成员色是粉红色。团体中的队长及不动的C位。
年齡：22歲、生日：10月25日、血型：AB型、身高：156cm
松山空音（聲：長谷川育美，演：MOMO（@onefive））
成员色是蓝色。冷静而可靠。
年齡：18歲、生日：2月13日、血型：A型、身高：157cm
伯方真妃（聲：榎吉麻彌，演：KANO（@onefive））
成员色是黄色。色气担当的大姐姐。
年齡：19歲、生日：6月2日、血型：O型、身高：160cm
水守夢莉（聲：石原夏織，演：SOYO（@onefive））
成员色是紫色。性格沉稳。
年齡：18歲、生日：12月30日、血型：A型、身高：155cm
寺本優佳（聲：和多田美咲，GUMI（@onefive））
成员色是白色。不会看气氛的自由派。
年齡：16歲、生日：8月5日、血型：AB型、身高：156cm
橫田文（聲：伊藤麻菜美，演：和田美羽）
成员色是绿色。团体当中妹妹一样的存在。
年齡：18歲、生日：7月21日、血型：B型、身高：147cm

### 其他
村井夏未
真妃的堂姐妹。香川地方偶像“Stellites”的成员。

## 出版書籍
| 集數 | 德間書店       | 德間書店               | 青文出版社    | 青文出版社                                          |
| 集數 | 發售日期       | ISBN                   | 發售日期      | EAN / ISBN                                          |
| ---- | -------------- | ---------------------- | ------------- | --------------------------------------------------- |
| 1    | 2016年2月13日  | ISBN 978-4-19-950491-4 | 2017年9月25日 | EAN 471-8016-02546-2 EAN 471-8016-02547-9（限定版） |
| 2    | 2016年9月16日  | ISBN 978-4-19-950527-0 | 2017年12月4日 | EAN 471-8016-02713-8                                |
| 3    | 2017年6月13日  | ISBN 978-4-19-950570-6 | 2019年12月4日 | ISBN 978-986-356-709-7                              |
| 4    | 2018年5月11日  | ISBN 978-4-19-950622-2 | 2020年1月30日 | ISBN 978-986-356-919-0                              |
| 5    | 2018年12月13日 | ISBN 978-4-19-950658-1 |               |                                                     |
| 6    | 2019年10月12日 | ISBN 978-4-19-950689-5 |               |                                                     |
| 7    | 2020年12月11日 | ISBN 978-4-19-950725-0 |               |                                                     |
| 8    | 2021年12月13日 | ISBN 978-4-19-950761-8 |               |                                                     |
| 9    | 2022年9月13日  | ISBN 978-4-19-950789-2 |               |                                                     |
| 10   | 2024年1月13日  | ISBN 978-4-19-950841-7 |               |                                                     |
| 11   | 2024年12月13日 | ISBN 978-4-19-950887-5 |               |                                                     |

## 電視動畫

### 主题曲
片頭曲「Clover wish」
填詞、作曲：渡邊翔，編曲：倉内達矢，主唱：ChamJam
片尾曲「♡桃色片想い♡」
填詞、作曲：淳君，編曲：佐高陵平，主唱：繪里飄（菲魯茲·藍）

### 各話列表
| 話數      | 日文標題 | 中文標題                 | 劇本     | 分鏡              | 演出                                         | 作畫監督                                                                     | 總作畫監督        |
| --------- | -------- | ------------------------ | -------- | ----------------- | -------------------------------------------- | ---------------------------------------------------------------------------- | ----------------- |
| Episode1  |          | 愛着這樣的舞菜           | 赤尾凸   | 山本裕介          | 山本裕介                                     | 西畑步美、小倉典子 石田可奈、佐藤祐子                                        | 西畑步美          |
| Episode2  |          | 想要成為最喜歡           | 赤尾凸   | 大脊戶聰          | 大脊戶聰                                     | 福永智子、吉田龍一郎 吉田和香子、二宮奈那子 森悅史                           | 西畑步美          |
| Episode3  |          | 你喜歡我嗎？             | 赤尾凸   | 望月智充          | 北村将                                       |                                                                              | 福永智子          |
| Episode4  |          | 一定会 让你第一的        |          | 誌村宏明          | 登坂晋                                       | 伊藤智子、吉田龍一郎 和田伸一、清水博幸 中島美子                             | 西畑              |
| Episode5  |          | 我只能等待               | 藤尾     | 長井春樹          | 中山敦史                                     | 藤田正幸、村長由紀 二宮奈那子、門智昭 早川麻美、塚本步 服部憲知              | 高田晃            |
| Episode6  |          | 你曾是我的全部           | 赤尾凸   | 望月智充          | 加藤峻一                                     | 村上直紀、森本由布希                                                         | 森本由布希        |
| Episode7  |          | 为了舞菜而奔走           | 藤尾     | 山本裕介          | 北村将                                       | 門智昭、藤田正幸 丸山匡彦、小倉典子 早川麻美                                 | 高田晃            |
| Episode8  |          | 希望能在我的未来中       | 赤尾凸   | 望月智充          | 深瀨重                                       | 萩原省智、德田拓也 清水拓磨、櫻井拓郎 臼田美夫、麦冬映画                     | 中野圭哉          |
| Episode9  |          | 並非作為宅而是作為一個人 |          | 誌村宏明 望月智充 | 宮澤良太                                     | STUDIO MASSKET 劉雲留、塚本步 關口雅浩、入江篤 菊地康仁                      | 福永智子 早川麻美 |
| Episode10 |          | 推不是朋友               | 誌村宏明 | 北村将            | 、關口雅浩 紺野美喜、黑川 齊藤和也、伊集院健 | 川妻智 美本間助形                                                            |                   |
| Episode11 |          | 最身边的奇迹             | 赤尾凸   | 山本裕介          | 加藤顕                                       | 萩原省智、徳田拓也 清水拓磨、櫻井拓郎 Zearth Sato、White Line KU JA CHEON    | 福永智子 西畑     |
| Episode12 |          | 推能去到武道馆的话       | 赤尾凸   | 大脊戶聰          | 大脊戶聰                                     | 下谷智之、川妻智美 、丸山匡彥 後藤麻梨子、塚本步 佐藤弘明、黑川步美 佐藤孝彥 | 中野圭哉 下谷智之 |

### 藍光與DVD
| 卷數 | 發售日期      | 收錄話數       | 規格編號   |
| BD   | BD            | BD             | BD         |
| ---- | ------------- | -------------- | ---------- |
| 1    | 2020年3月18日 | 第1話－第6話   | PCXP-50741 |
| 2    | 2020年4月15日 | 第7話－第12話  | PCXP-50742 |
| DVD  |               |                |            |
| 1    | 2020年3月18日 | 第1話－第2話   | PCBP-54241 |
| 2    | 2020年3月18日 | 第3話－第4話   | PCBP-54242 |
| 3    | 2020年4月15日 | 第5話－第6話   | PCBP-54243 |
| 4    | 2020年4月15日 | 第7話－第8話   | PCBP-54244 |
| 5    | 2020年5月20日 | 第9話－第10話  | PCBP-54245 |
| 6    | 2020年5月20日 | 第11話－第12話 | PCBP-54246 |

## 電視劇
改變電視劇由朝日放送電視台製作播放，自2022年10月起，於朝日電視系「電視劇L」時段中播出。由松村沙友理主演。

### 登場人物（電視劇）
- 繪里飄：松村沙友理[2]

#### ChamJam
- 市井舞菜：伊禮姫奈
- 五十嵐玲央：中村里帆
- 橫田文：和田美羽
- 松山空音：MOMO（英语：Momoe Mori）（@onefive）
- 伯方真妃：KANO（英语：Kano Fujihira）（@onefive）
- 水守夢莉：SOYO（英语：Soyoka Yoshida）（@onefive）
- 寺本優佳：GUMI（英语：Aritomo Tsugumi）（@onefive）

#### 偶像宅
- 熊佐：實方孝生（Rainbow）
- 基：豐田裕大
- 玲奈：片田陽依
- 伊藤：末吉9太郎

真妃的粉絲。
- Fumi君：岩永Hihio

優佳的粉絲。
- 白井：村田優斗（世界クジラ）

文的粉絲。

#### 其他人物
- 咲子：西山繭子

繪里飄的母親。
- 美結：Akase Akari

繪里飄的打工同事。

### 製作團隊（電視劇）
- 原作：平尾アウリ『神推偶像登上武道館我就死而無憾』（德間書店『月刊COMIC RYU』連載）
- 編劇：本山久美子
- 導演：大谷健太郎、北川瞳、高石明彥
- 配樂：日向萌
- 主題曲：@onefive（avex trax）
- 劇中曲：
  - ChamJam「ずっとChamJam」（波麗佳音）
  - ChamJam「Fall in Love」（波麗佳音）
- 企劃・製作：清水一幸
- 製作人：辻知奈美、矢之口真實（The icon）、高石明彥（The icon）
- 音樂製作：波麗佳音
- 制作協力：The icon
- 制作著作：「神推偶像登上武道館我就死而無憾」製作委員會、朝日放送電視台

### 播出日程
- 第3話因「2022年日本大賽」第二戰播出時間延長，之後的新聞節目「SUNDAY STATION」因而順延播出，電視劇播出時間也順延1小時40分鐘（1:35 - 2:05）。
- 11月6日因播出「體操世錦賽2022 英國・利物浦」，故而停止播出一次。
- 11月27日因於21:40 - 01:00播出「2022年FIFA世界杯」（比利時×摩洛哥），故而停止播出一次。
- 第8話因轉播「ISU花式溜冰大獎賽FINAL」以及播出「FIFA世界杯 松木安太郎的應援宣言!」，順延1小時5分鐘播出（1:00 - 1:30）。
- 最終話因播出，延後5分鐘播出（0:00 - 0:30）。

| 集數       | 播出日期 | 副標題 | 導演       |
| ---------- | -------- | ------ | ---------- |
| episode 01 | 10月09日 |        | 大谷健太郎 |
| episode 02 | 10月16日 |        | 大谷健太郎 |
| episode 03 | 10月24日 |        | 北川瞳     |
| episode 04 | 10月30日 |        | 北川瞳     |
| episode 05 | 11月13日 |        | 高石明彥   |
| episode 06 | 11月20日 |        | 高石明彥   |
| episode 07 | 12月04日 |        | 高石明彥   |
| episode 08 | 12月12日 |        | 高石明彥   |
| episode 09 | 12月18日 |        | 北川瞳     |
| episode 10 | 12月26日 |        | 北川瞳     |

| 日本 朝日放送電視台・朝日電視台 電視劇L | 日本 朝日放送電視台・朝日電視台 電視劇L                     | 日本 朝日放送電視台・朝日電視台 電視劇L |
| --------------------------------------- | ----------------------------------------------------------- | --------------------------------------- |
|                                         | 神推偶像登上武道館我就死而無憾 （2022年10月9日 - 12月26日） |                                         |
| 租借女友 （2022年7月3日 - 9月25日）     | 如果想吃一點的話，那就太高興了! （2023年1月15日 - 3月19日） |                                         |

## 真人電影
改編真人電影於2023年5月12日上映。

## 外部連結
- 神推偶像登上武道館我就死而無憾 | COMIC RYU（日語）
- 電視動畫「神推偶像登上武道館我就死而無憾」（日語）
- 電視動畫「神推偶像登上武道館我就死而無憾」官方網站 | TBSテレビ（日語）
- 電視動畫「神推偶像登上武道館我就死而無憾」官方的X（前Twitter）（日語）
- 電視劇「神推偶像登上武道館我就死而無憾」官方網站（日語）
- 電視劇「神推偶像登上武道館我就死而無憾」官方的X（前Twitter）（日語）
- 真人電影「神推偶像登上武道館我就死而無憾」官方網站（日語）